# Есфандан (Марказі)
Есфандан (перс. اسفندان) — село в Ірані, у дегестані Есфандан, у Центральному бахші, шахрестані Коміджан остану Марказі. За даними перепису 2006 року, його населення становило 1394 особи, що проживали у складі 321 сім'ї.

## Клімат
Середня річна температура становить 12,04 °C, середня максимальна – 31,72 °C, а середня мінімальна – -11,38 °C. Середня річна кількість опадів – 274 мм.
| Клімат поселення                              | Клімат поселення | Клімат поселення | Клімат поселення | Клімат поселення | Клімат поселення | Клімат поселення | Клімат поселення | Клімат поселення | Клімат поселення | Клімат поселення | Клімат поселення | Клімат поселення | Клімат поселення |
| Показник                                      | Січ.             | Лют.             | Бер.             | Квіт.            | Трав.            | Черв.            | Лип.             | Серп.            | Вер.             | Жовт.            | Лист.            | Груд.            |                  |
| Середній максимум, °C                         | 7,42             | 9,82             | 14,56            | 20,04            | 24,35            | 31,25            | 31,72            | 30,59            | 26,05            | 20,71            | 13,78            | 7,86             |                  |
| Середня температура, °C                       | −1,97            | 0,41             | 5,16             | 10,63            | 14,94            | 21,86            | 25,50            | 24,38            | 19,83            | 14,51            | 7,58             | 1,64             |                  |
| Середній мінімум, °C                          | −11,38           | −9               | −4,24            | 1,23             | 5,55             | 12,44            | 19,30            | 18,16            | 13,62            | 8,28             | 1,35             | −4,58            |                  |
| Норма опадів, мм                              | 40               | 35               | 48               | 38               | 34               | 6                | 1                | 1                | 0                | 9                | 24               | 38               |                  |
| Середньомісячна швидкість вітру, м/с          | 1.75             | 2.01             | 3.05             | 3.14             | 2.69             | 2.52             | 2.59             | 2.50             | 2.30             | 2.20             | 1.97             | 1.32             |                  |
| Середньомісячна сонячна радіація, кДж/м²·день | 8922             | 12142            | 14588            | 18073            | 22191            | 26845            | 25933            | 23909            | 20746            | 15260            | 10820            | 8832             |                  |
| --------------------------------------------- | ---------------- | ---------------- | ---------------- | ---------------- | ---------------- | ---------------- | ---------------- | ---------------- | ---------------- | ---------------- | ---------------- | ---------------- | ---------------- |
| Джерело:                                      |                  |                  |                  |                  |                  |                  |                  |                  |                  |                  |                  |                  |                  |